# Alfons Borelli Vranski
Alfons Borelli Vranski (1861. − 1943.) je bio hrvatski lokalni političar. Bio je načelnik grada Zadra 1913. godine. 1920. je godine bio kandidat na izborima za rimski parlament, a bio je zastupnik lastovskih i zadarskih Hrvata. Rodom iz hrvatske plemenitaške obitelji Borellija Vranskih.